# Cryptovalsa suaedicola
Cryptovalsa suaedicola är en svampart som beskrevs av Spooner 1981. Cryptovalsa suaedicola ingår i släktet Cryptovalsa, klassen Sordariomycetes, divisionen sporsäcksvampar och riket svampar.   Inga underarter finns listade i Catalogue of Life.